# Большая игра (фильм, 2014)
Большая игра (англ. Big Game, дословно — «крупная добыча» или «крупный зверь») — фильм финского режиссёра и сценариста Ялмари Хеландера. Совместное производство Финляндии, Германии и Великобритании.
Фильм был показан 5 сентября 2014 года на кинофестивале в Торонто. в Финляндии фильм вышел в прокат 19 марта 2015 года, в России — в апреле 2015 года, в США — в апреле.

## Сюжет
Президент Соединённых Штатов Америки направляется на борту Air Force One в Финляндию с официальным визитом. Начальник охраны президента, состоящий в заговоре, отключил систему противоракетной обороны самолёта. Террористы во главе с Хазаром сбивают самолёт над Лапландией. Президент оказывается в горах на севере Финляндии, где его находит 13-летний подросток, посланный на свою первую охоту. Направляемые Пентагоном «Морские котики» пытаются спасти президента, а террористы — захватить или убить.

## В ролях
В фильме задействовано свыше 20 актёров, не считая актёров массовки.
| Актёр                                  | Роль               |
| -------------------------------------- | ------------------ |
| Сэмюэл Л. Джексон                      | президент США      |
| Онни Томмила (фин. Onni Tommila)       | подросток Оскари   |
| Мехмет Куртулуш (тур. Mehmet Kurtuluş) | террорист Хазар    |
| Фелисити Хаффман                       | директор ЦРУ       |
| Виктор Гарбер                          | вице-президент США |
| Тед Левайн                             | генерал Андервуд   |
| Джим Бродбент                          | Герберт            |
| Рэй Стивенсон                          | Моррис             |
| Йорма Томмила (фин. Jorma Tommila)     | отец Оскари Тапио  |
| Ристо Салми (фин. Risto Salmi)         | Хамара             |

## Бюджет, съёмки
Фильм снят по одноимённой книге Дэна Смита. Бюджет составил 8,5 млн евро, что является рекордным для кинематографа Финляндии.
Фильм снимался в течение 8 недель в Баварии, поэтому горы, показанные в фильме, даже отдалённо не похожи на пологие сопки северной Финляндии, где по сценарию происходит действие фильма.
В роли мальчика снялся Онни Томмила — племянник режиссёра Ялмари Хеландера.